# Тросдорф
Тро́сдорф (нем. Troisdorf [ˈtroːsdɔrf]о файле) — город в Германии, в земле Северный Рейн-Вестфалия. Подчинён административному округу Кёльн. Входит в состав района Рейн-Зиг. Население составляет 75 369 человек (на 31 декабря 2010 года). Занимает площадь 62,17 км². Официальный код — 05 3 82 068.
Город подразделяется на 12 городских районов.

## Известные уроженцы и жители
- Хофф, Макс — спортсмен (гребля на байдарках).
- Лисицки, Сабина — немецкая теннисистка.
- Вайзер, Митчелл-Эли — немецкий футболист.
- Раса Прасцевичюте-Септ — первый в СССР человек, которому хирурги пришили отрезанные конечности.
- Шефер, Пауль — основатель колонии Дигнидад (Вилла Бавьера) в Чили, осуждённый за пытки и насилие в отношении детей.

## Фотографии

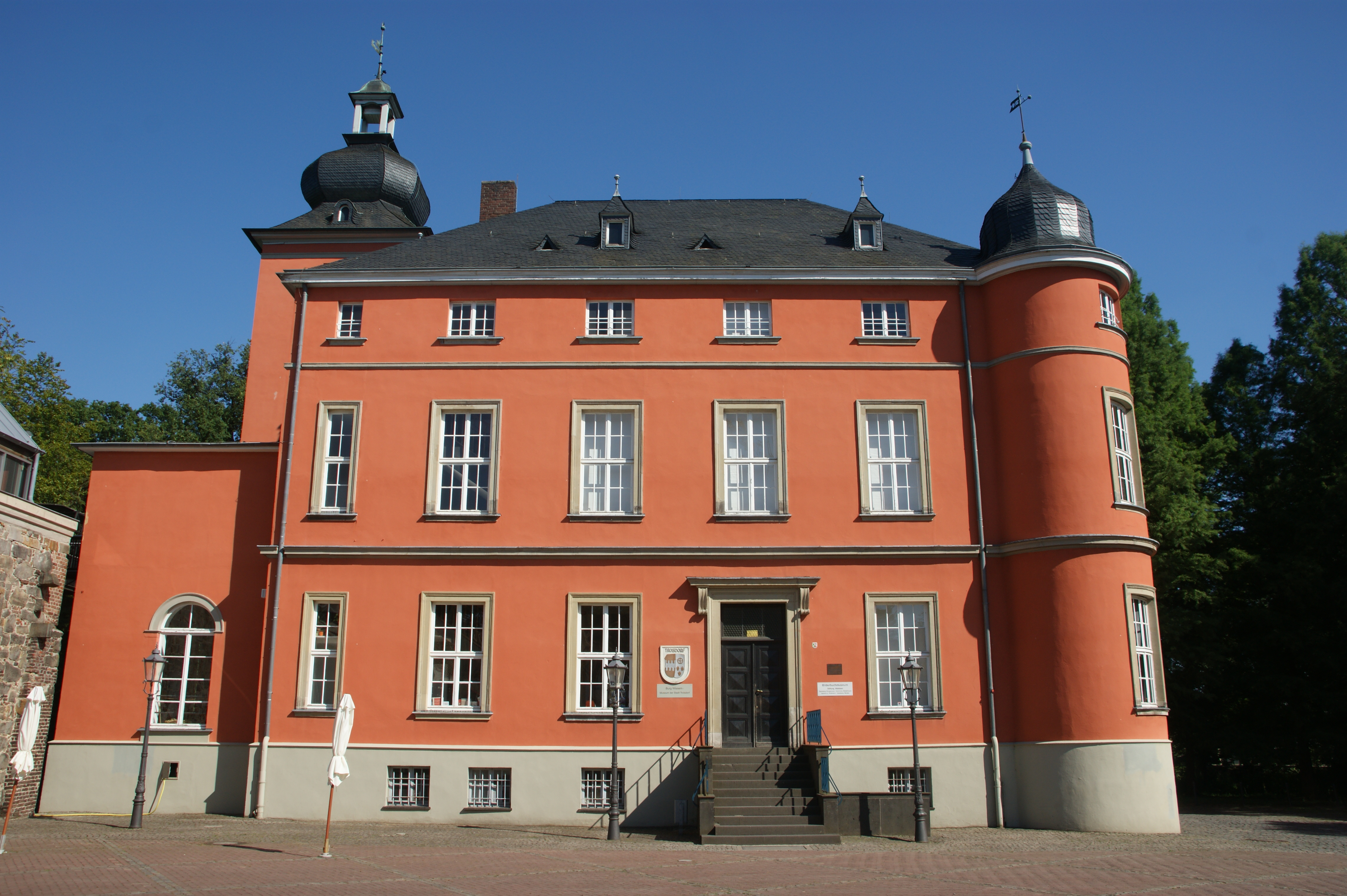
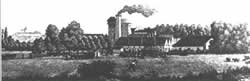
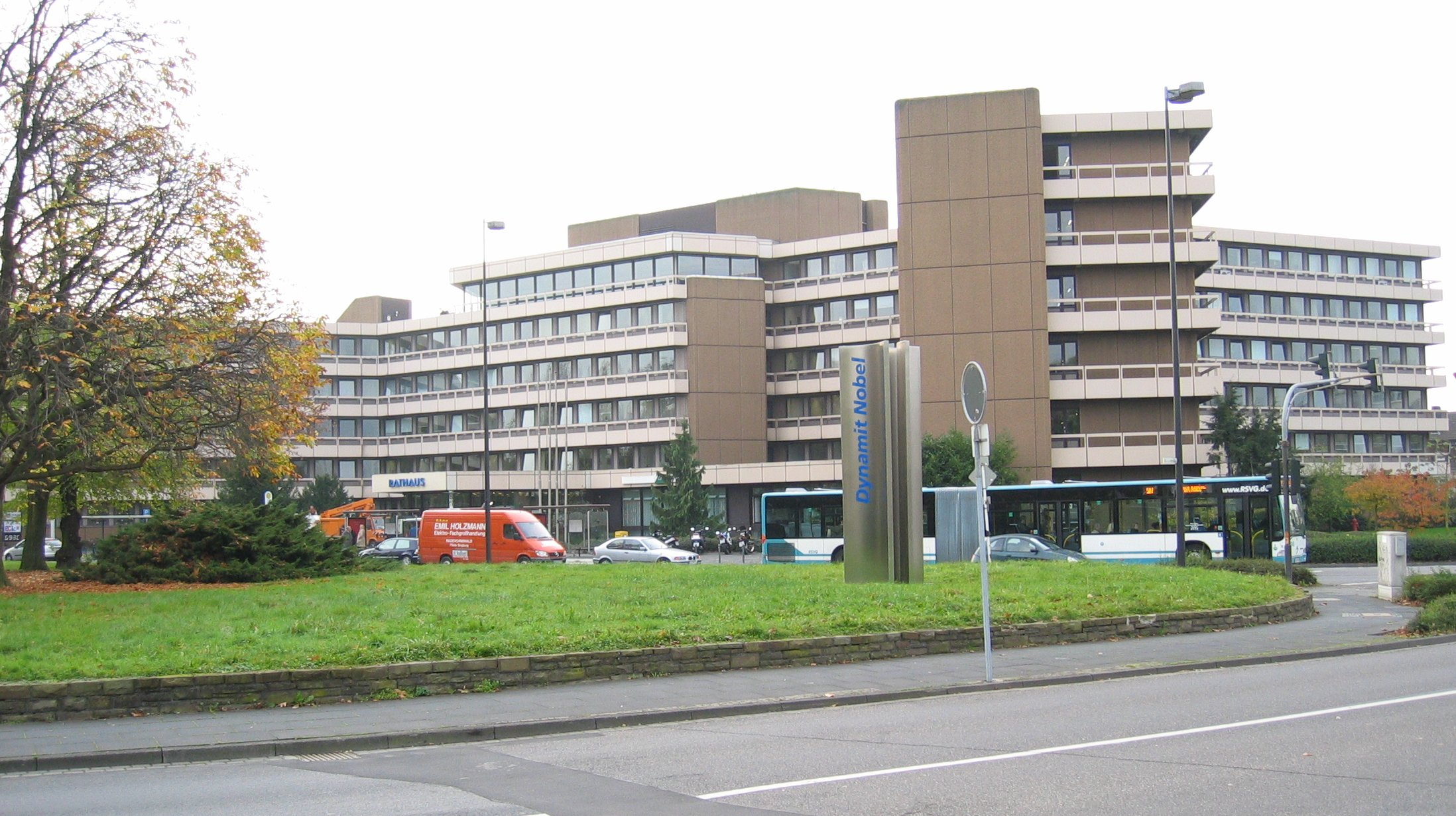
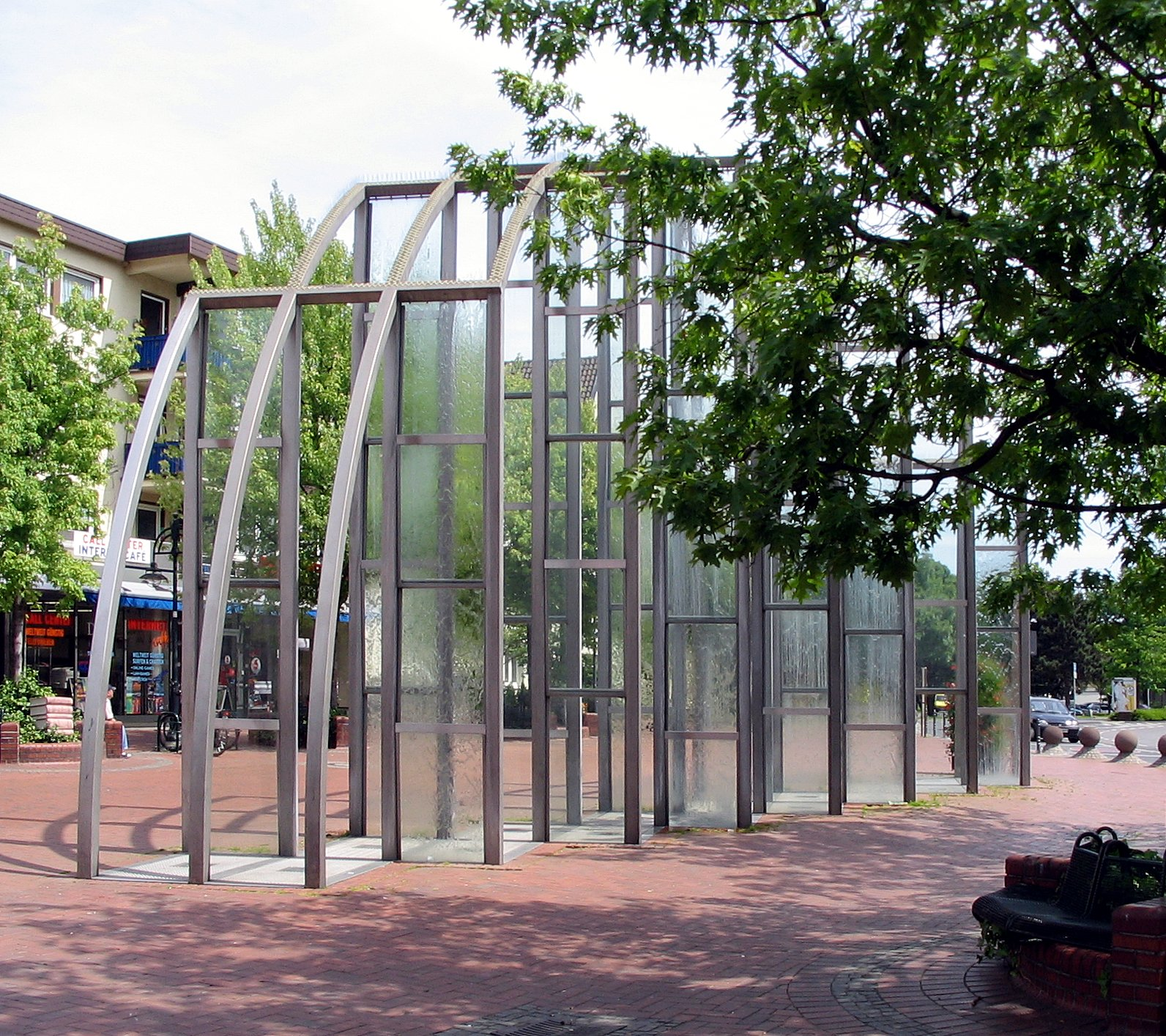